# Дремлёво
Дремлёво (бел. Драмлёва) — уничтоженная деревня в Жабинковском районе Брестской области Беларуси.

## История
На 1905 год входила в состав Муравьевской волости Пружанского уезда Гродненской губернии. Население в это время составляло 322 человека.
Во время Второй мировой войны, 11 сентября 1942 года в рамках антипартизанской карательной операции «Треугольник» нацистами в Дремлёво было убито 190 человек и сожжено 43 дома. После окончания войны деревня не была восстановлена.
В 1967 году на месте разрушенного Дремлёво был создан Курган Памяти, а в 1982 году открыт мемориальный комплекс (скульптор В. Воробьёв, архитектор Ю. Казаков). У подножия кургана на камнях отлиты из бронзы фигуры трёх женщин — матери, дочери и внучки — как символ вечной жизни.
Название деревни Дремлево увековечено на мемориале «Хатынь».